# Светлая (бухта)
Све́тлая — бухта в Охотском море в Тауйской губе, у юго-западного побережья полуострова Старицкого. На севере входа в Светлую находится бухта Тихая, на юге — Изумрудная.

## География
C 13 мая 2011 года считается особо охраняемой природной территорией — охраняемой береговой линией.

## История
В 1969 году решением Магаданского облисполкома № 353 бухте, расположенной в юго-западной части полуострова Старицкого между мысами Чирикова и Средний, присвоено наименование бухта Светлая.